# Moacir Bueno
Moacir Bueno, nascido em 17 de Julho de 1924, falecido em 31 de Dezembro de 2004, foi um jogador brasileiro de futebol.
Foi atacante do Bangu, de 1942 a 1959, sendo o segundo maior artilheiro da história do clube com 179 gols. Também é o quinto jogador que mais atuou com a camisa do clube, com 355 partidas .
Chegou a jogar na Seleção Carioca, que estreou na abertura do Maracanã em 1950 contra a Seleção Paulista .

## Títulos
Bangu:
- Torneio Quadrangular Internacional da Costa Rica: 1959
- Torneio Triangular Internacional de Luxemburgo: 1958
- Torneio Quadrangular Internacional da Venezuela: 1958
- Torneio Triangular de Porto Alegre: 1957
- Torneio Quadrangular do Rio de Janeiro: 1957
- Torneio Triangular Internacional do Equador: 1957
- Torneio Início do Rio de Janeiro: 1950, 1955
- Torneio Início do Rio-São Paulo: 1951
- Torneio da Imprensa: 1943

Fonte: